# 田村ゆかり LOVE LIVE 2021 *Airy-Fairy Twintail*
『田村ゆかり LOVE ♡ LIVE 2021 *Airy-Fairy Twintail*』（たむらゆかり ラブ ライブ にせんじゅういち エアリーフェアリー ツインテール）は、田村ゆかりの通算21作目の映像作品。Blu-rayは通算15作目となる。2022年4月20日にBlu-rayとDVDが同時リリースされた。

## 概要
当初2020年6月から8月までのライブツアーの予定だった。しかし、新型コロナウイルスの影響で2021年に延期された。
2021年5月から9月まで23会場27公演で行われたライブツアー「田村ゆかり LOVE ♡ LIVE 2021 *Airy-Fairy Twintail*」の追加公演横浜アリーナ公演が収録されている。
東京ガーデンシアター（2公演）、グランキューブ大阪、高崎芸術劇場、ロームシアター京都が延期または中止された。特典映像は「田村ゆかり LOVE ♡ LIVE 2021*Airy-Fairy Twintail* Yokohama Arena Live Document」、「ゆかりんツアーおつかれさま！ まったり♡ほっこり♡秋の旅」が収録されている。ゆかりんツアーおつかれさま！ まったり♡ほっこり♡秋の旅では田村ゆかり、堀崎翔が出演している。

## 演奏会場
- 東京：東京ガーデンシアター（5月1日、2日中止）（7月11日、12日に振替）
- 大阪：グランキューブ大阪（5月5日中止）（8月9日に振替）
- 埼玉：大宮ソニックシティ 大ホール（5月12日）
- 静岡：静岡市民文化会館 大ホール（5月15日）
- 京都：ロームシアター京都 メインホール（5月16日）
- 石川：北陸電力会館 本多の森ホール（5月22日）
- 長野：まつもと市民芸術館 主ホール（5月23日）
- 熊本：市民会館シアーズホーム夢ホール 熊本市民会館（5月29日）
- 福岡：福岡サンパレス（5月30日）
- 新潟：新潟テルサ（6月6日）
- 宮城：仙台サンプラザホール（6月13日）
- 広島：上野学園ホール（6月18日）
- 埼玉：川口総合文化センター リリア(メインホール)（6月26日）
- 栃木：栃木県総合文化センター メインホール（6月27日）
- 愛知：名古屋国際会議場 センチュリーホール（7月3日、4日）
- 群馬：高崎芸術劇場 大劇場（7月10日）
- 兵庫：神戸国際会館 こくさいホール（7月22日）
- 岡山：岡山市民会館（7月23日）
- 北海道：カナモトホール（札幌市民ホール）（7月31日）
- 静岡：アクトシティ浜松（8月7日）
- 大阪：グランキューブ大阪（大阪国際会議場）（8月9日）
- 福岡：福岡サンパレス（8月15日）
- 福島：とうほう・みんなの文化センター（福島県文化センター）（8月22日）
- 神奈川：横浜アリーナ（9月25日、26日）

## 収録内容
1. -Prologue-
2. Only one のあなたのせいよ
3. ガラスの靴にMoonglow
4. -MC 1-
5. Catch me Cats me
6. 聴こえないように♡
7. Umbrella Sign
8. Short Movieちゅぱりんのジェンガで遊んでみた
9. fancy baby doll
10. -MC 2-
11. お気に召すまま
12. 好き…でもリベンジ
13. -MC 3-
14. レリーフのひとかけら
15. 嘘
16. Short Movie Doll #1
17. Pink Pygmalion
18. Under Lover
19. チクチク
20. Short Movie Doll #2
21. Bad eclipse
22. シレーヌの心音
23. Short Movie Doll #3
24. 花火
25. Short Movie ちゅぱりんの巨大シャボン玉作りに挑戦してみた
26. 私だけMissing
27. -MC 4-
28. 涙のち晴れマーク
29. Tremolo Mellow
30. ケセラセラ
31. Exactly
32. ＜Encore＞
33. Darling Darling
34. -MC 5-
35. それは奇跡なんかじゃない
36. La La Love call
37. -Epilogue-

### Special Movie
- -2021.7.3- Nagoya

1. 咲かせて乙女
2. アンジュ・パッセ
3. Jelly Fish

- -2021.7.4- Nagoya

1. PINK AQUARIUM
2. Cherry Kiss
3. うたかた

- -2021.7.11- Tokyo

1. 星降る夢で逢いましょう
2. ひとひらの恋
3. まだ好きでいさせて

- -2021.7.12- Tokyo

1. 夢見月のアリス
2. エアシューター

- -2021.9.25- Yokohama

1. ねぇ恋しちゃったかな
2. 夢色ラビリンス
3. 涙のループ

### 特典映像
- Document「田村ゆかり LOVE ♡ LIVE 2021*Airy-Fairy Twintail* Yokohama Arena Live Document」
- 特典映像「ゆかりんツアーおつかれさま！ まったり♡ほっこり♡秋の旅」